# Max amoureux de la teinturière
 (mai 2025).
Pour plus de détails, voir Fiche technique et Distribution.
Max amoureux de la teinturière ou Amoureux de la teinturière est un film muet français réalisé par Max Linder, sorti en 1912.
Produit par Pathé Frères, ce court-métrage comique a pour principaux interprètes, outre Max Linder lui-même, Gabrielle Lange et Jane Renouardt.

## Synopsis
Le repas terminé et prétextant une grande fatigue, Max se retire dans sa chambre. Sautant par la fenêtre, il court au rendez-vous que Jane, la teinturière, lui a donné. Mais le père de la jeune fille, un teinturier, rentre inopinément. Pour échapper à sa colère, Max se cache dans une cuve de teinture noire. Il en ressort tout noir, retourne chez lui, et se couche sans se déshabiller. Le lendemain, la bonne, croyant trouver un inconnu noir dans son lit, alerte la maîtresse de maison et la police. Max s’échappe à nouveau par la fenêtre pour aller se faire nettoyer chez le teinturier, où il parvient à rester incognito malgré plusieurs scènes burlesques.

## Fiche technique
- Titre : Max amoureux de la teinturière
- Titre alternatif : Amoureux de la teinturière
- Réalisation : Max Linder
- Scénario : Max Linder
- Société de production : Pathé Frères
- Pays d'origine :  France
- Langue : film muet avec les intertitres  en français
- Format : Noir et blanc — 35 mm — 1,33:1 — Muet
- Métrage : 260 mètres (1 bobine)
- Genre : Comédie
- Durée : 8 minutes et 40 secondes
- Numéro de catalogue Pathé : 4980
- Dates de sortie :
  -  France : 26 avril 1912

## Distribution
- Max Linder : Max
- Gabrielle Lange
- Jane Renouardt : Jane, la teinturière